# Pesti indóház
A Pesti indóház, a köznyelvben gyakran Régi Nyugati pályaudvar egy mára elbontott budapesti vasúti épület. Harminc éven át szolgált. Bontását a Nagykörút építése tette szükségessé, amelynek nyomvonalában feküdt. Néhány jellemző vonását megőrizte a Nyugati pályaudvart tervező August W. de Serres osztrák építész, így a régi és az új épület hasonlatos.

## Története
Magyarországon Pest és Vác között épült meg az első vasútvonal. Ennek keretében 1845–1846-ban Zitterbarth Mátyás tervei alapján megépült Magyarország első fejpályaudvara, a Pesti indóház. A régi képek alapján ez egy nagy méretű, sárga burkolatú, valószínűleg klasszicista stílusú épület volt. A gyorsan növekvő vasúti forgalom miatt az indóház az 1870-es évekre kicsinek bizonyult, ezért elbontásáról döntöttek. Helyére épült 1874 és 1877 között a ma is meglévő új Nyugati pályaudvar. Érdekesség, hogy az új csarnokot az indóház felett, kevéssel északra tolva építették fel, hogy biztosítani lehessen a folyamatos vonatközlekedést, és csak annak elkészülte után bontották le a korábbi pályaudvart. A déli részen hozzácsatolt épület a Nagykörút túloldalára került, a MÁV Üzletvezetőség irodái működtek benne, majd 1978-ban lebontották.
Az egykori indóház épülete helyén ma a Jókai utca torkolatánál álló forgóóra található.

## Külső hivatkozások
- Tarján M. Tamás - 1877. október 28. | A Nyugati pályaudvar megnyitása (Rubiconline)
- Tarján M. Tamás - 1846. július 15. | Az első magyar vasútvonal átadása (Rubiconline)